# Klaartje de Zwarte-Walvisch
Klaartje de Zwarte-Walvisch (geboren am 6. Februar 1911 in Amsterdam als Klaartje Walvisch; gestorben am 16. Juli 1943 im Vernichtungslager Sobibor) war die jüdische Verfasserin eines Tagebuches aus den Niederlanden. Darin berichtet sie über ihre Gefangennahme, Deportation und den dreimonatigen Aufenthalt in einem Lager bis zu ihrem Transport nach Sobibor. Der Spiegel beschreibt ihr Werk mit den Worten: „Ihr Tagebuch beginnt dort, wo das von Anne Frank endete.“

## Biographie

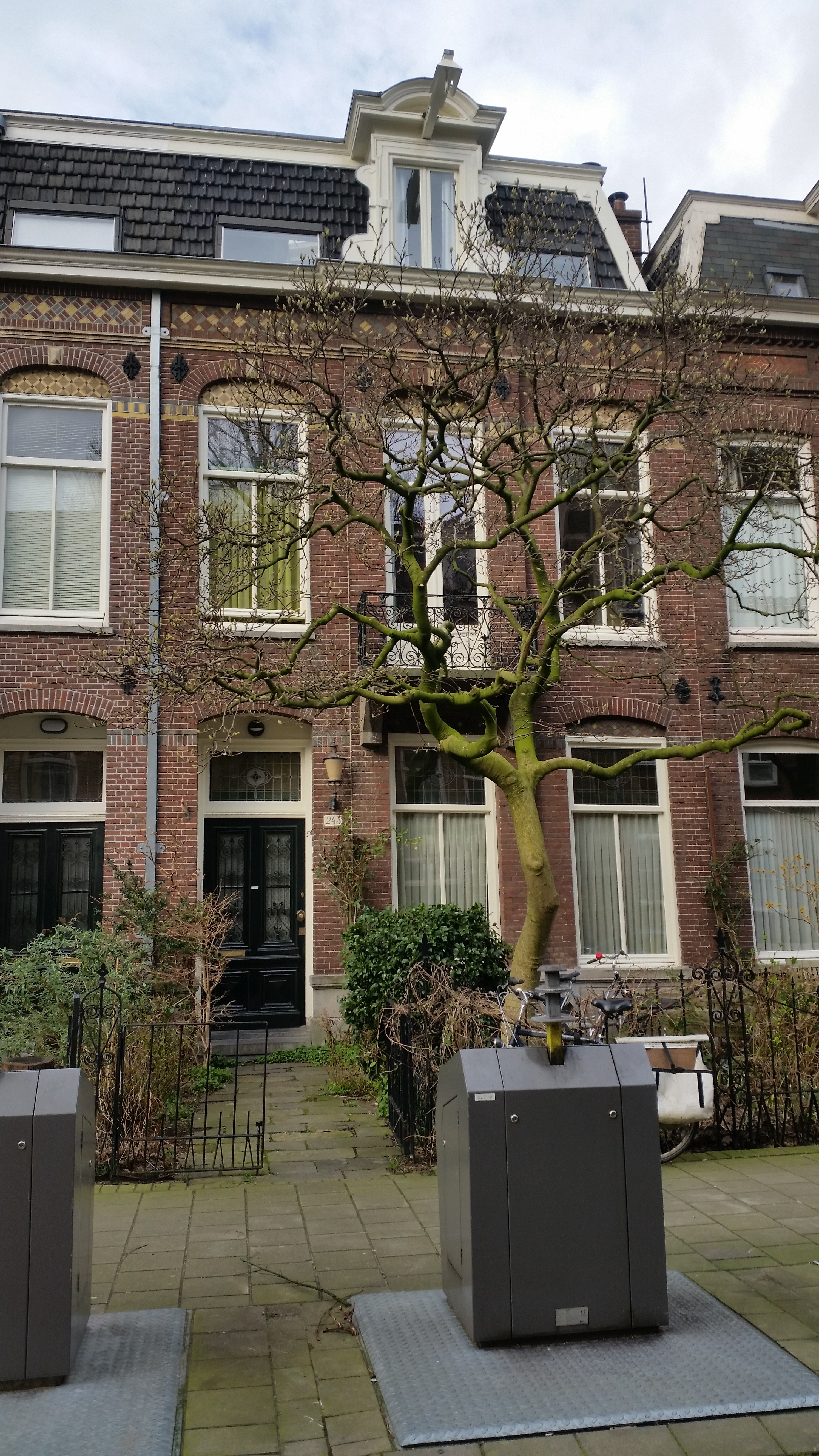
Das Haus in der Tweede Oosterparkstraat in Amsterdam, aus dem Klaartje und Joseph de Zwarte verschleppt wurden. 2016 wurden davor Stolpersteine verlegt.

Klaartje Walvisch war das neunte Kind einer jüdischen Familie. Sie hatte elf Geschwister, von denen vier jung starben. Sie arbeitete als Mantelnäherin, 1934 heiratete sie den Lageristen Joseph de Zwarte. Zunächst lebten die Eheleute an der Oudeschans in Amsterdam, im April 1941 zogen sie in die Tweede Oosterparkstraat. Als 1942 die Deportationen von Juden begannen, weigerten sie sich, sich freiwillig zu melden, tauchten aber nicht unter. Am 22. März 1943 wurde das Ehepaar von zwei „Judenjägern“ der Kolonne Henneicke zu Hause gefangen genommen.
Nach einer Nacht in der Zentralstelle für jüdische Auswanderung und zwölf Tagen in der Hollandschen Schouwburg – „mein erster Eintritt in die Hölle“ – wurden Klaartje und Joseph de Zwarte am 2. April 1943 in das Kamp Vught (auf Deutsch: KZ Herzogenbusch) überstellt. Anonym schrieb Klaartje auf einem Notizblock und in drei Schulheften ihre schrecklichen Erlebnisse auf. Die Notizen nahm sie heimlich im Futter ihrer Tasche eingenäht mit. Kurz vor ihrer Deportation nach Polen gab sie diese ihrem Schwager Salomon de Zwarte (1909–1995) zur Aufbewahrung, in der Hoffnung, dass ihr Tagebuch eines Tages gelesen werden würde: „Ich hoffe inständig, dass alles, was ich hier aufgeschrieben habe, einmal die Außenwelt erreicht“, notierte sie. „Nicht, um Propaganda zu betreiben, sondern nur, damit diejenigen, die von diesen Zuständen nichts wissen (und davon gibt es genug), davon erfahren.“
Der Spiegel schrieb 2016 nach der Entdeckung der Notizen: „Ihr Tagebuch beginnt dort, wo das von Anne Frank endete.“ Wie Klaartje die Gräueltaten um sie herum beschrieb, offenbare eine starke, mutige Frau, die ihre Kraft aus ihrem Stolz und ihrem Selbstwertgefühl bezog. „Klaartje de Zwarte-Walvisch wird geschlagen, beklaut, gedemütigt. Bei Regen und Kälte muss sie stundenlang reglos auf dem Appellplatz verharren. SS-Männer rasen mit Motorrädern auf sie zu, um sich an ihrer Todesangst zu weiden. Sie muss hungern, sich nackt begaffen lassen, mit ihren Peinigern feiern.“ Darüber schrieb sie in ihr Tagebuch: „Ich ging von dem Gedanken aus, dass es keine Menschen waren, die uns das antaten – warum sollte ich mich also beleidigt fühlen? Und weil ich plötzlich alles als merkwürdiges Schauspiel wahrnahm, fing ich an, laut zu lachen, zur Erleichterung einiger meiner Bekannten, die, obwohl sie zuerst lieber geweint hätten, mit mir lachten.“ Es sei nun mal eine bekannte Tatsache, so schrieb sie, dass niemand „uns Juden“ ihren Sinn für Humor nehmen könne. Das Joods Monument sieht in ihr „eine Frau, die sich trotz ihres schlechten körperlichen Zustands [...] stark und mannhaft gegen den Feind wehrte; zunächst in Gestalt der Verräter und Judenjäger, die sie verhaften wollten, später in Gestalt der Lagerwächter in Vught“. So notierte sie: „Ich war der festen Überzeugung, dass wir es mit Wahnsinnigen zu tun hatten, denn von Menschlichkeit konnte keine Rede sein.“
Das Tagebuch endet am 4. Juli 1943. An diesem Tag kam Klaartje de Zwarte-Walvisch im Durchgangslager Westerbork an, und am 13. Juli 1943 wurde sie nach Osten deportiert. Drei Tage später, am 16. Juli 1943, wurde Klaartje de Zwarte-Walvisch im Alter von 32 Jahren im Vernichtungslager Sobibor mit Gas ermordet. Ihr Mann Joseph starb am 31. März 1944 „irgendwo in Polen“.
Salomon de Zwarte überlebte den Holocaust als einziges Mitglied der Familie, da er in einer Mischehe lebte. Als Zwangsarbeiter wurde er allerdings ebenfalls in Westerbork gefangen gehalten und konnte so seine Schwägerin Klaartje zum Zug bringen und sich von ihr verabschieden. Seine Erinnerungen später: „Klaar gerade zum Zug gebracht. Habe alles mir Mögliche getan, damit sie es angenehm hat. Bewundernswert tapfer ist sie. Eine von vielen, die ich von hier habe weggehen sehen.“ Nach dem Weltkrieg wanderte de Zwarte, der vor dem Krieg bei der KLM als Flugbegleiter gearbeitet hatte, nach Kanada aus, kam aber später nach Amsterdam zurück, wo er 1995 starb.

## Das Tagebuch
Anfang 2008 stießen zwei Dokumentarfilmerinnen im Archiv des Joods Museums auf die Aufzeichnungen von Klaartje de Zwarte-Walvisch. Eine Tochter von Salomon de Zwarte, die in Kanada lebte, hatte die Hefte im Nachlass ihres Vaters gefunden und per Einschreiben nach Amsterdam geschickt. Da die Aufzeichnungen anonym waren, konnten sie erst nach Recherchen ihrer Verfasserin zugeordnet werden. Entscheidender Hinweis war der Eintrag vom 15. Juni 1943: „Heute hat meine Schwester Geburtstag“ sowie der Abgleich mit den Deportationslisten. Bei der Schwester handelte sich um die 1916 geborene Rachel Walvisch, die schon im Jahr zuvor in Auschwitz ermordet worden war.
Auszüge aus dem Tagebuch wurden 2008 in der Fernsehserie De oorlog verwendet; 2009 erschien es in Buchform: „Es ist das wütende Tagebuch einer wütenden Frau“, urteilt der niederländische Autor Ad van Liempt in seinem Vorwort.

## Erinnerung

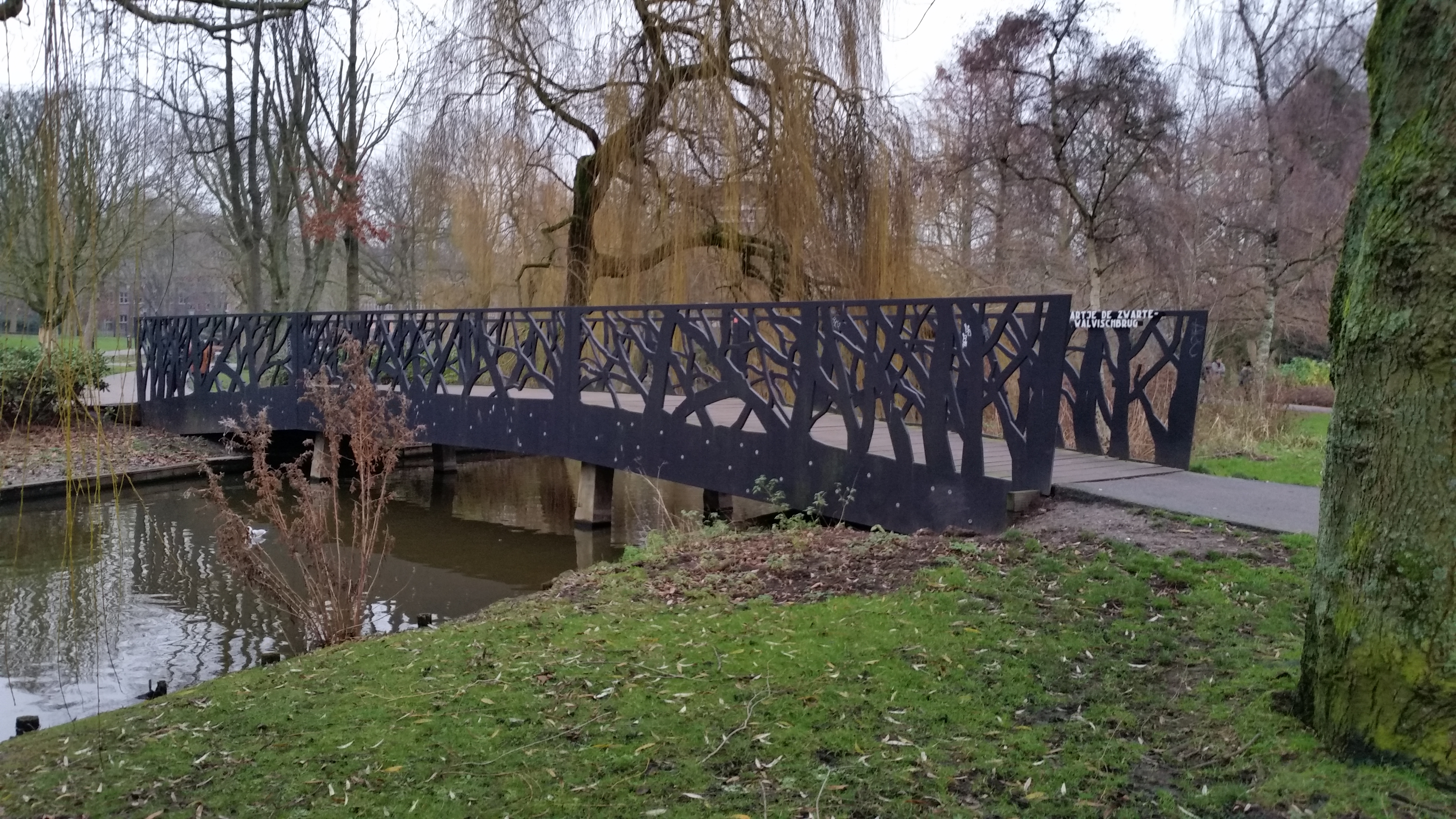
Die Klaartje de Zwarte-Walvischbrug (brug nr. 1925) im Oosterpark in Amsterdam-Oost (2019)

Am 17. Januar 2024 wurden für Klaartje de Zwarte-Walvisch und ihren Mann Joseph in der Amsterdamer 2e Oosterparkstraat 245 zwei Stolpersteine verlegt, die durch eine Spendenaktion finanziert worden waren. Bei der Verlegung waren Verwandte der beiden anwesend, darunter die Enkelin von Salomon de Zwarte, Debbie. Im Oosterpark wurde eine Brücke nach ihr benannt.

## Publikation
- Ariane Zwiers (Hrsg.): Mein geheimes Tagebuch: März – Juli 1943. Mit einem Vorwort von Ad van Liempt und einem Nachwort von Leon de Winter. C. H. Beck, 2016, ISBN 978-3-406-68830-0.